# ノヴォデヴィチ女子修道院
座標: 北緯55度43分34秒 東経37度33分22秒 / 北緯55.72611度 東経37.55611度
ノヴォデヴィチ女子修道院（ノヴォデヴィチじょししゅうどういん、ロシア語:Новоде́вичий монасты́рь）は、モスクワにある正教会の修道院の中でも、有名な女子修道院の1つである。2004年にUNESCOの世界遺産に登録された。

## 歴史

### モスクワ大公国時代

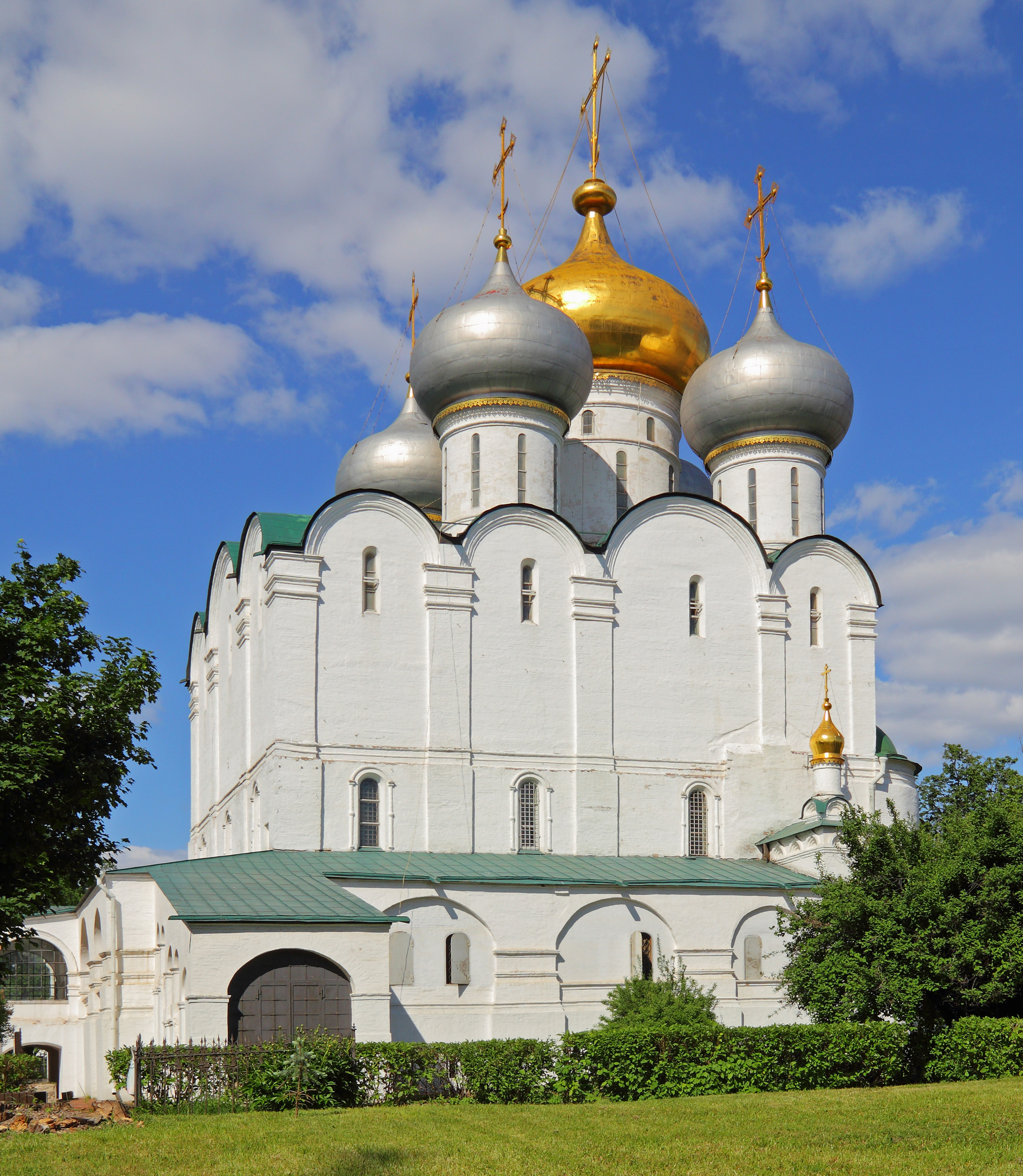
修道院内のスモレンスクの生神女大聖堂

1524年に、ノヴォデヴィチ女子修道院は創建された。モスクワ大公・ヴァシーリー3世の命によって、建設が開始されたこの修道院は、1514年に、スモレンスクがモスクワ大公国に併合されたことを記念して建てられた。修道院は、モスクワ川の湾曲部における要塞（クレムリ）の役割を果たしていた。これは、他の修道院も同じような役割を持っていた。創建の際に、3,000ルーブルと2つの村が修道院に与えられた。イヴァン4世の時代には、さらに複数の村が寄進されている。
この修道院は、ロシア王家やボヤール（Boyar、10世紀から17世紀にかけての貴族のことを指す）出身の貴婦人たちを多くかくまったことで有名である。彼女たちには、ヴェールの着用が義務付けられた。修道院で修道女となった女性で著名な者では、フョードル1世の妻であるイリナ・ゴドゥノヴァ、ピョートル1世の姉妹であるソフィア・アレクセーエヴナ、そして、ピョートル1世の最初の妻であるエヴドキヤ・ロプーヒナである。
ロシア・ポーランド戦争では、1610年から11年にかけての一時期、アレクサンデル・ゴシュースキ (Aleksander Gosiewski) が指揮するポーランド軍に占領されたこともある。その後、修道院はロシアの手に戻り、1616年には、修道院を護衛するために、100人の護衛兵が配備された。1618年には350人まで増強され、17世紀末までには、36の村を保有する大地主にまで成長した。

### 帝国時代

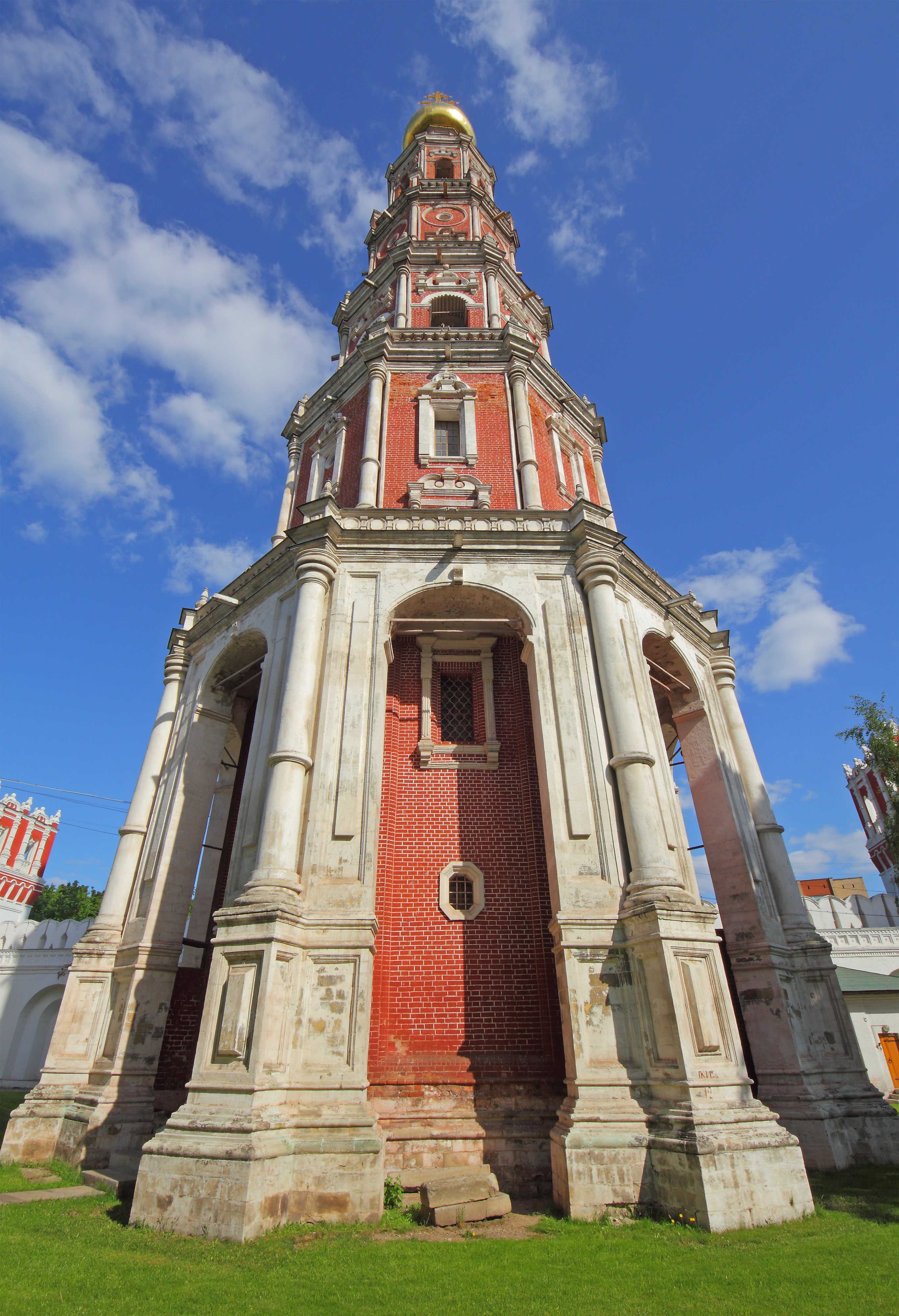
鐘楼

17世紀の半ばには、ウクライナやベラルーシのほかの修道院から多くの修道女がノヴォデヴィチ女子修道院に移ってきた。1721年には、古儀式派を殺害した老修道女の複数名が女子修道院に避難してきたこともある。
1724年、修道院は陸軍のための病院を併設すると同時に、孤児院も建設された。1763年には84名の修道女、35名の修道女見習い、78名の病人がいたことが記録されている。毎年、帝国は、修道院に対して1,500ルーブルの現金とパンを支給し、さらに、孤児のために別に680ルーブルの現金とパンを支給している。
1812年、ナポレオンの軍隊が修道院を攻撃しようとしたが、修道院は破壊の手から免れることができた。レフ・トルストイの『戦争と平和』には、主人公のピエール（ピョートル）伯爵は修道院で処刑される予定であったし、『アンナ・カレーニナ』では主人公格のコンスタンティンは、将来の妻となるキティが修道院の側の池でアイススケートしているところを見初めている。確かに、修道院の側の池は19世紀の間、モスクワにおいて、もっとも有名なスケートリンクであったし、トルストイもハモーヴニク (Khamovniki) に居住していた時は、修道院の側で、アイススケートを楽しんでいた。
1871年、フィラートイェフ兄弟が孤児のために寄付をし、また、2軒の貧窮者収容施設が建設された。1900年代初頭には、建築家で建築物の保存で活躍したイヴァン・マシュコフ (Ivan Mashkov) によって、大聖堂（スモレンスキクの生神女大聖堂）の調査が行われ、修復作業が行われた。1917年のロシア革命勃発時には、51名の修道女と53名の修道女見習いが修道院にいたことが分かっている。

### ソ連時代
1922年、ボリシェヴィキ政権は修道院の閉鎖を決定し（大聖堂の閉鎖は1929年）、女性解放博物館に転用された。1926年までには、修道院は歴史と芸術のための博物館への改築が始まり、1934年には国立歴史博物館となった。修道院内部の多くの建物がアパートに転用されたが、これにより建物は建て替えや破壊を免れたともいえる。
1943年、ヨシフ・スターリンがロシア正教会に対する宗教政策を緩和し、修道院内にモスクワ神学専門学校が開設された。翌年には、スラヴ・ギリシャ・ラテン・アカデミー (Slavic Greek Latin Academy) に改組された。1945年、ソビエト政権は、信者のために、大聖堂の返還を決定した。1980年以降、クルチツィ（Krutitsy）とコロムナの府主教の住居はノヴォデヴィチに置かれた。

### ソ連崩壊後
ソビエト連邦の崩壊後、1994年、修道院での修道女達の生活が復活した。現在、彼女たちを管掌しているのは、クルチツィとコロムナの主教である。
ソ連時代に宗教弾圧の一環としてソ連政府に接収された修道院は、一部の聖堂・建築物については教会への返還が順次進められていたが、2010年01月21日に、ロシア連邦政府が修道院を同年内に全面的に教会に返還する事が報じられた。

## 建築物
この修道院の最も重要な建造物は、1524年から1525年にかけて建設された「スモレンスクの生神女大聖堂」である。6本の柱と5つのドーム屋根によって構成されている。ロシア建築に特有の中央の切妻屋根は、イヴァン4世の時代に建設された。
スモレンスクの生神女大聖堂以外にも、この修道院には複数の教会が残っている。多くが1680年代に建設されている。白と赤で色塗られた外壁、鐘楼、2つの門の上に建設された教会（門の上の生神女庇護教会と門の上の救世主顕栄教会）、修道院の食堂と住居は全て、モスクワ・バロックの様式に則って建設された。

## ノヴォデヴィチ墓地

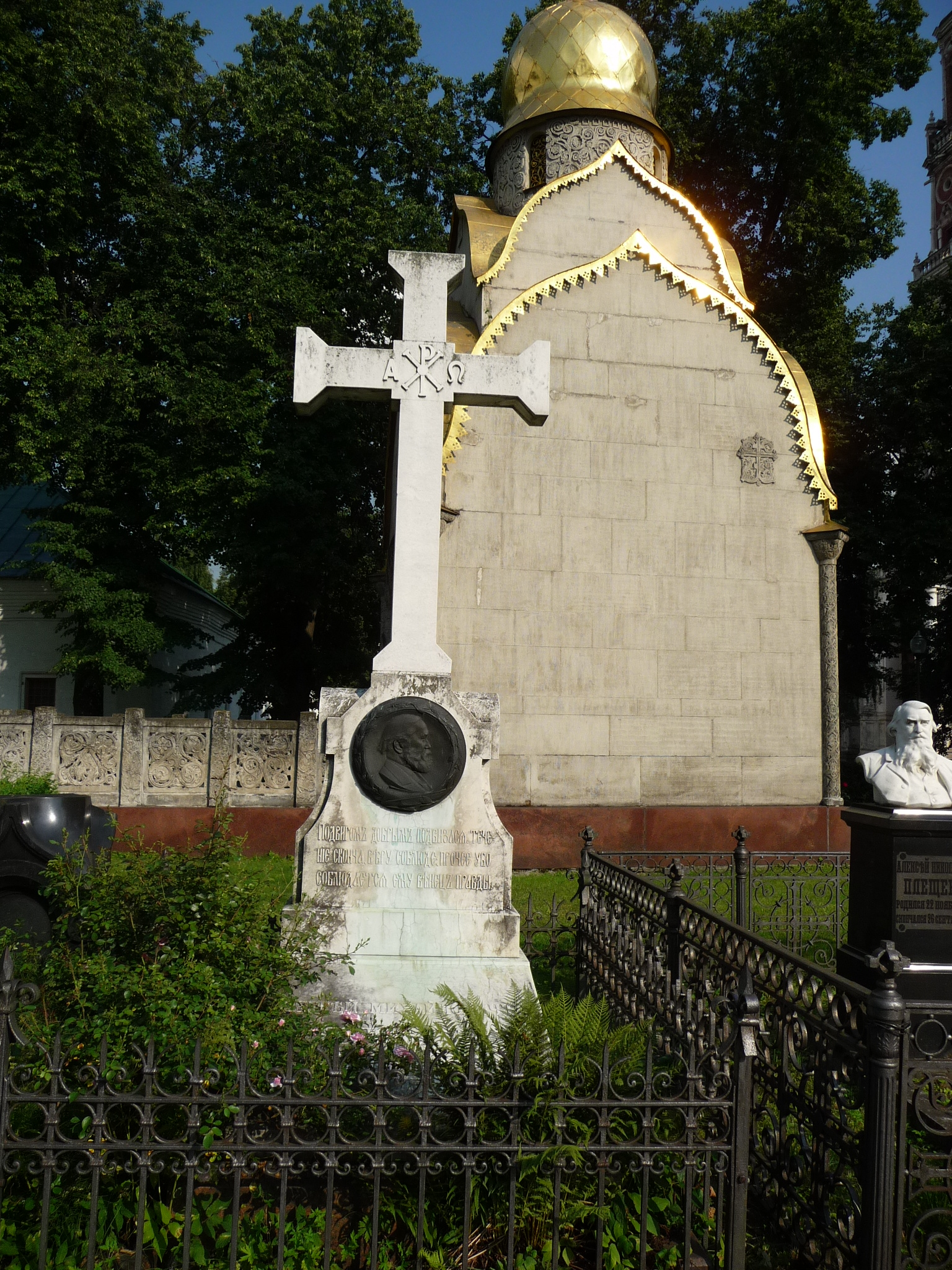
墓地

他のモスクワの修道院と同様に、ノヴォデヴィチ修道院にも墓地が併設されている。このノヴォデヴィチ墓地は、修道院の外側で、修道院の南側の外壁に隣接している。1898年に造営が始まったこの墓地にはロシアにまつわる著名な人物が多数埋葬されている。
作家・詩人
- アントン・チェーホフ
- ニコライ・ゴーゴリ
- イワン・ツルゲーネフ
- ヴェリミール・フレーブニコフ
- ウラジーミル・マヤコフスキー
- ミハイル・ブルガーコフ

音楽家
- アレクサンドル・スクリャービン
- ドミートリイ・ショスタコーヴィチ
- セルゲイ・プロコフィエフ
- セミョーン・チェルネツキー

政治家
- ニキータ・フルシチョフ夫妻
- アンドレイ・グロムイコ（ソ連の国家元首たる最高会議幹部会議長や外相を歴任）
- ボリス・エリツィン（ロシア連邦初代大統領）
- ヴャチェスラフ・モロトフ (スターリン時代にソ連の外交を指揮した政治家)
- ニコライ・ブルガーニン (日ソ共同宣言に署名した戦後のソ連首相）
- アナスタス・ミコヤン
- ミハイル・ゴルバチョフ夫妻

思想家
- ピョートル・クロポトキン

演出家
- コンスタンチン・スタニスラフスキー（モスクワ芸術座結成メンバーの一人）

宇宙飛行士
- パーヴェル・ベリャーエフ
- ゲルマン・チトフ
- ボリス・エゴロフ

技術者
- サヴェリー・モイセヴィッチ・ファインバーグ
- セルゲイ・イリューシン
- アンドレーイ・トゥーポレフ

その他
- ナジェージダ・アリルーエワ（ヨシフ・スターリンの2番目の妻）
- セルゲイ・エイゼンシュテイン（モンタージュを編み出した映画監督）
- ガリーナ・ウラノワ（ソ連時代のバレリーナ）
- エフゲニー・フョードロフ
- ゾーヤ・コスモデミヤンスカヤ（独ソ戦でドイツ軍に処刑されたパルチザン女性）
- ヴァレンティン・セローフ（画家）

## 世界遺産

### 登録基準
この世界遺産は世界遺産登録基準のうち、以下の条件を満たし、登録された（以下の基準は世界遺産センター公表の登録基準からの翻訳、引用である）。
- (1) 人類の創造的才能を表現する傑作。
- (4) 人類の歴史上重要な時代を例証する建築様式、建築物群、技術の集積または景観の優れた例。
- (6) 顕著で普遍的な意義を有する出来事、現存する伝統、思想、信仰または芸術的、文学的作品と直接にまたは明白に関連するもの（この基準は他の基準と組み合わせて用いるのが望ましいと世界遺産委員会は考えている）。